# Chevannes, Loiret
Chevannes là một xã trong tỉnh Loiret, vùng Centre-Val de Loire bắc trung bộ nước Pháp. Xã này nằm ở khu vực có độ cao từ 91-126 mét trên mực nước biển.